# Stanisław Kołodziej
Stanisław Kołodziej (ur. 1 lutego 1907 w Bączalu Górnym, zm. 17 grudnia 1942 w obozie KL Dachau) – Sługa Boży Kościoła katolickiego, polski prezbiter katolicki ówczesnej diecezji przemyskiej, męczennik chrześcijański (in odium fidei), więzień niemieckich nazistowskich obozów KL Auschwitz i Dachau. Proboszcz parafii w Kobylanach koło Dukli.

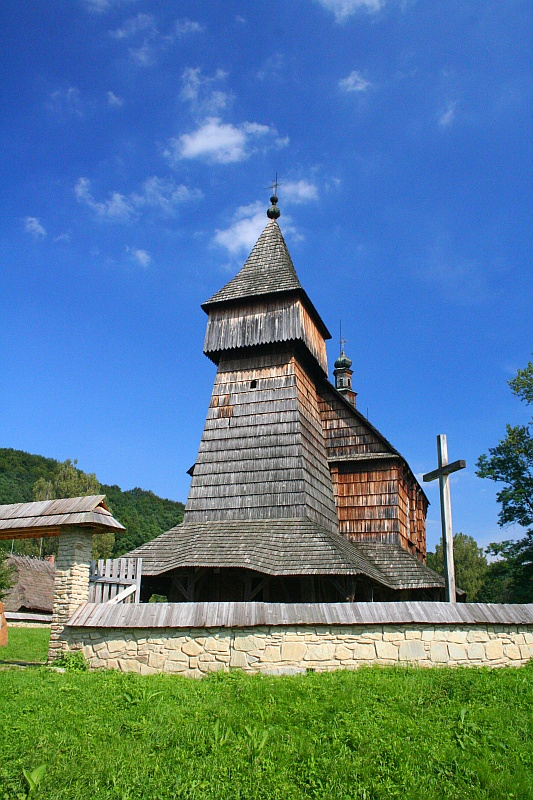
Kościół św. Mikołaja z Bączala Dolnego

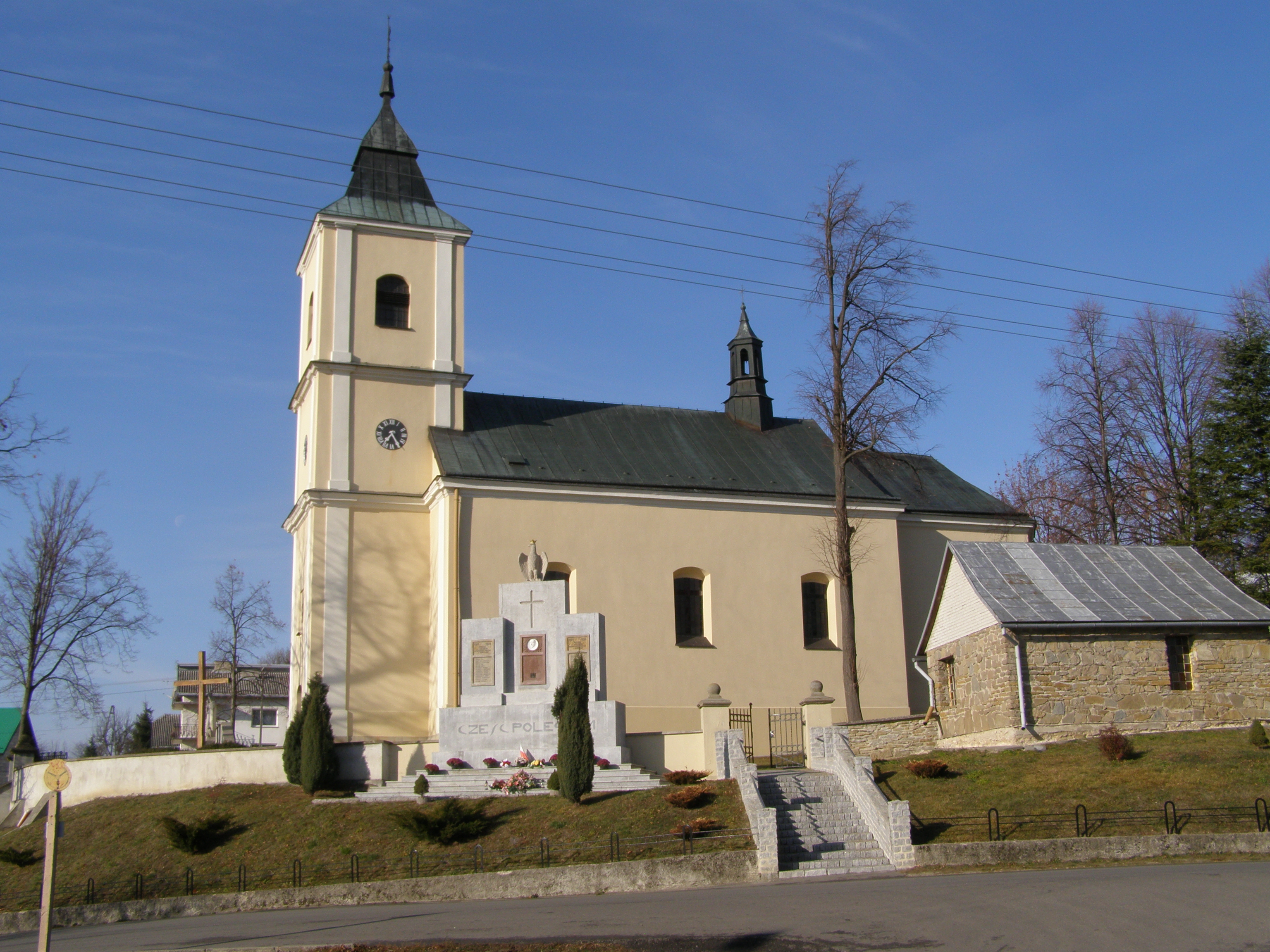
Kościół Narodzenia NMP w Kobylanach

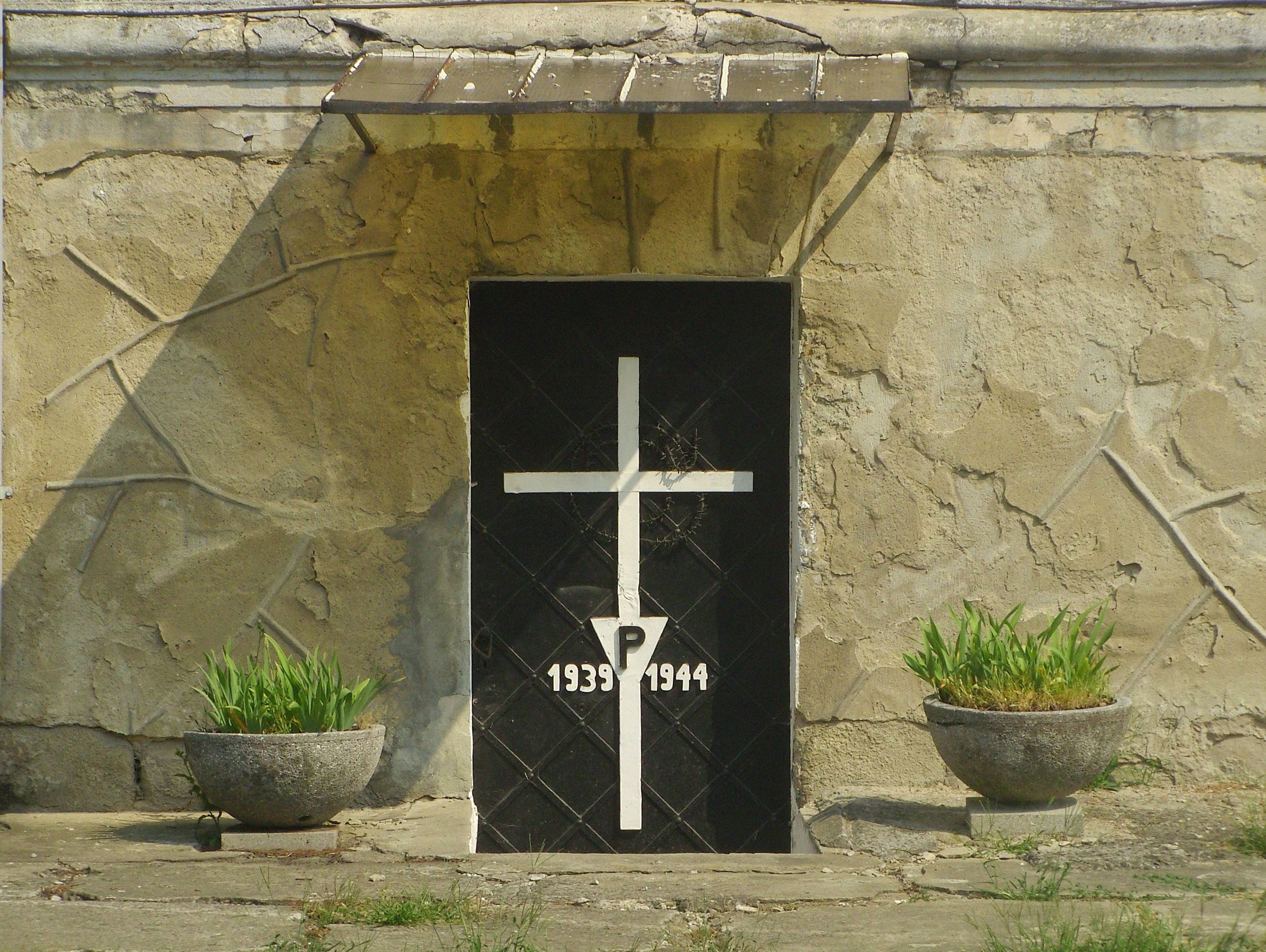
Cela w siedzibie Gestapo w Jaśle

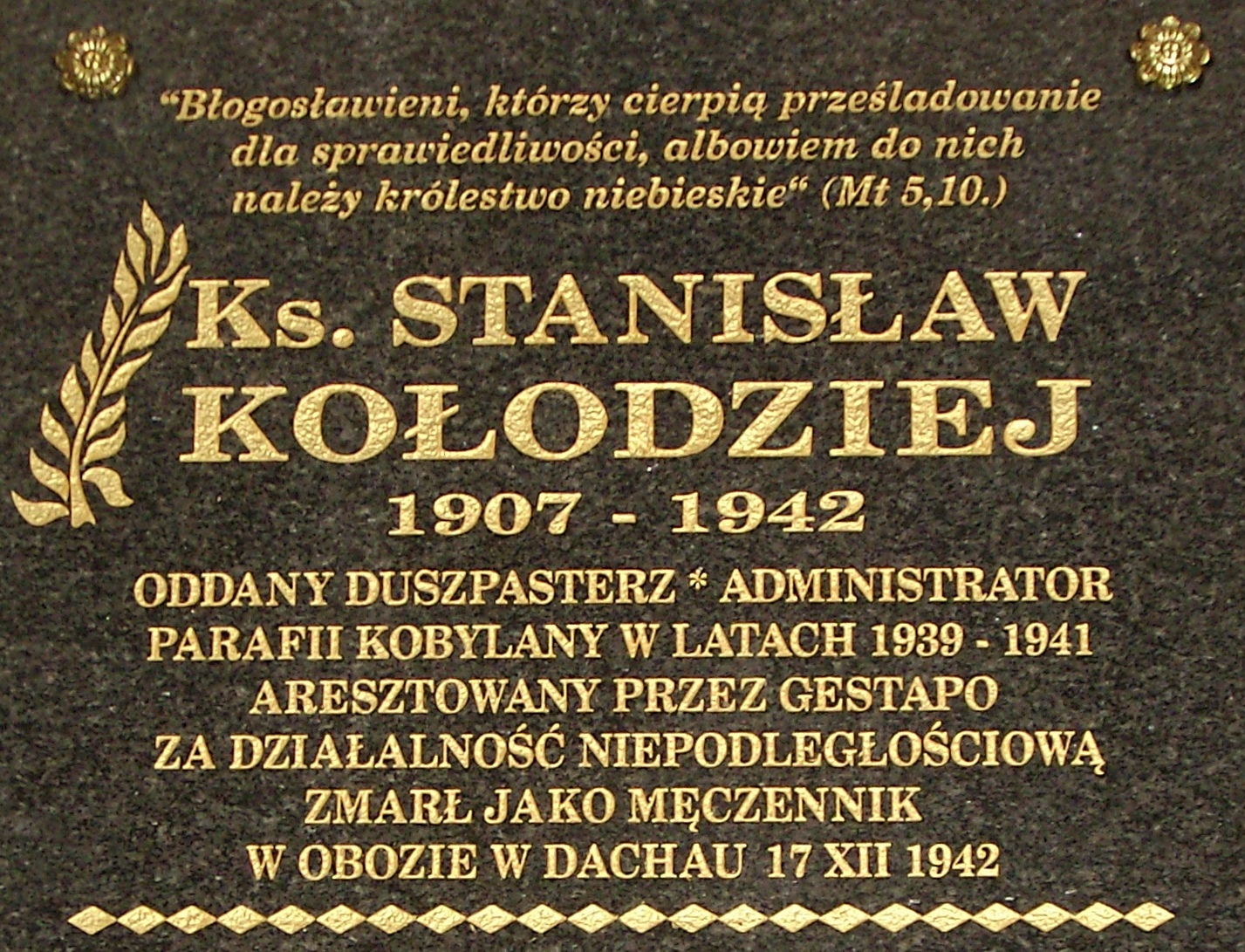
Tablica pamięci w Kobylanach

## Życiorys

### Młodość
Urodził się 1 lutego 1907 w ubogiej, chłopskiej rodzinie, jako czwarte dziecko Józefa Kołodzieja i Apolonii z domu Smaś. Chrzest przyjął w kościele parafialnym w Bączalu Dolnym z rąk ks. Teofila Biesiadzkiego. Dzieciństwo spędził w rodzinnym Bączalu. Miał pięcioro rodzeństwa. W 1907 w niedzielę w czasie sumy w rodzinny dom Stanisława podczas burzy uderzył piorun. Matka w tym czasie była w kościele na mszy, dzieci były w domu z ojcem. Troje starszych dzieci ojciec wyprowadził z płonącego domu i wrócił po Stanisława, który leżał w kołysce. Ojciec uratował syna, ale sam został bardzo poparzony i odwieziony w stanie ciężkim do szpitala.
Los tej rodziny był ciężki, ponieważ niedługo potem siostra Stanisława, Maria, zginęła w płomieniach w wieku dwunastu lat. Ojciec księdza Stanisława przez 1,5 roku brał czynny udział w I wojnie światowej. Powrócił z wojny schorowany, po czym zmarł w 1921 roku – późniejszy ksiądz Stanisław miał wówczas zaledwie 14 lat. Stanisław uczęszczał do szkoły powszechnej w Bączalu Dolnym (obecnie Zespół Szkół Publicznych w Bączalu Dolnym), a następnie do gimnazjum w Jaśle, które ukończył w roku 1927. Później podjął studia w Seminarium Duchownym w Przemyślu. Jednym z jego przewodników duchowych na drodze do kapłaństwa był błogosławiony Jan Balicki – rektor i wykładowca teologii dogmatycznej.

### Kapłaństwo
Przyjął święcenia kapłańskie 19 czerwca 1932 roku, w wieku 25 lat m.in. wraz z kolegą rocznikowym – błogosławionym Władysławem Findyszem. Wyświęcił go biskup przemyski Anatol Nowak. Uroczyste prymicje odbyły się w kościele w Bączalu Dolnym, które odprawił w parafii w Bączalu. Uroczystość przygotował ówczesny proboszcz ks. Paweł Matuszewski
Posługę kapłańską pełnił najpierw w Domaradzu, potem w Białobrzegach (koło Łańcuta), Zręcinie, Leżajsku (funkcja administratora), Tuligłowach, a następnie w Parafii Farnej w Przeworsku oraz od 31 sierpnia 1939 do 14 lutego 1941 roku w Kobylanach koło Dukli.
To właśnie tam został mianowany proboszczem po przeniesieniu swojego poprzednika – ks. Józefa Niemca do Skalnika. Ksiądz Stanisław Kołodziej był gorliwym patriotą. Na plebanii i w kościele dawał schronienie partyzantom, przechowywał i przemycał polskich oficerów przez potajemne górskie przejścia do Austrii i Czech, prowadził także podziemny, potajemny nasłuch radiowy i koło ministrantów. Posługa proboszcza w Kobylanach nie trwała długo.

### Męczeństwo i śmierć
13 lutego 1941 ks. Kołodziej wracający pieszo z Krosna, spotkał na drodze człowieka, który ostrzegł go, by nie wracał na plebanię, gdyż okupanci o niego pytali. Mimo ostrzeżenia wrócił na plebanię. Rankiem 15 lutego 1941 w wyniku donosu nacjonalistów ukraińskich został aresztowany i wywieziony z plebanii. Skutego prowadzono do samochodu, który stał pod kościołem. Przywiązano go do samochodu, samochód prowadzony przez aresztantów jechał, a on upokorzony biegł za nim. Po chwili zatrzymali się, wepchnęli księdza Stanisława do środka i odjechali.
W więzieniu w Jaśle przebywał sześć tygodni, był przesłuchiwany i katowany, czego dowodem była pokrwawiona i poszarpana bielizna księdza odebrana z więzienia przez rodzinę. Następnie został przewieziony transportem z Krakowa 5 kwietnia 1941 do niemieckiego obozu koncentracyjnego Auschwitz-Birkenau, gdzie otrzymał numer 11397 i tam więziono go kolejne 4 tygodnie. Rodzina księdza oraz jego przyjaciele i wierni z Kobylan podejmowali próby ratowania kapłana, ale zamiary te nie powiodły się. W czasie próby uwolnienia, ksiądz Kołodziej napisał list z Auschwitz do swojej matki w którym były słowa: „serwońskiemu się poprawiło”. W celi, w której przebywał, widnieje do dziś dnia wydrapany napis na ścianie „ks. Stanisław Kołodziej”. Z Auschwitz został przewieziony 4 maja 1941 do obozu koncentracyjnego KL Dachau, gdzie nadano mu numer obozowy 25290. 
W listopadzie 1942 roku został wzięty do grupy 20 księży (w której był również bł. Marian Konopiński), którym wstrzykiwano flegmonę sztuczną (choroba obozowa, którą wstrzykiwano więźniom w celu eksperymentowania), na skutek której – z powodu dogłębnego wycieńczenia i braku odpowiednich lekarstw – zmarł 17 grudnia 1942 i został spalony w obozowym krematorium. Z Dachau przyszło pismo do matki informujące o śmierci syna i spaleniu zwłok.

### Beatyfikacja
Zaliczony jest do drugiej grupy polskich męczenników z okresu II wojny światowej, których proces beatyfikacyjny rozpoczął się 17 września 2003 roku. 24 maja 2011 w Pelplinie zakończył się etap diecezjalny, a wszystkie dokumenty przesłano do Kongregacji Spraw Kanonizacyjnych w Rzymie.

## Upamiętnienie
Osoba Sługi Bożego ks. Stanisława Kołodzieja została upamiętniona m.in.:
- na tablicy pamięci w bazylice archikatedralnej Wniebowzięcia NMP i św. Jana Chrzciciela w Przemyślu,
- na tablicy pamięci 84 księży pomordowanych na Kresach Wschodnich II RP przez OUN-UPA w Czerwonej Wodzie,
- na tablicy pamiątkowej wmurowanej 11 listopada 2010 w kościele parafialnym pw. Narodzenia NMP w Kobylanach,
- w Księdze Martyrologium Duchowieństwa Polskiego (numer indeksowy: 1113, s. 55) złożonej w kaplicy Pamięci Narodu o. Kordeckiego na Jasnej Górze,
- poprzez nominację, jako jeden z sześciu w województwie podkarpackim potencjalnych patronów pociągu POLREGIO w plebiscycie REGIObohater, zorganizowanym z racji stulecia odzyskania niepodległości przez Polskę, nad którym patronat objął prezydent RP Andrzej Duda[9].
- poprzez bieg przełajowy jego imienia odbywający się na terenie gminy Chorkówka[10],
- poprzez nadanie jego imienia Szkole Podstawowej w Kobylanach[11],
- od maja 2020 jest patronem ronda w Bączalu Górnym k. Jasła (w rodzinnej miejscowości)[12].

## Drzewo genealogiczne
| 4. Maciej Kołodziej   |  |                    |  |  |                        |
|                       |  | 2. Józef Kołodziej |  |  |                        |
| 5. Katarzyna Kurowska |  |                    |  |  |                        |
|                       |  |                    |  |  | 1. Stanisław Kołodziej |
| 6. Jan Smaś           |  |                    |  |  |                        |
|                       |  | 3. Apolonia Smaś   |  |  |                        |
| 7. Marianna Kramarz   |  |                    |  |  |                        |
|                       |  |                    |  |  |                        |